# Kanadas arktiska öar

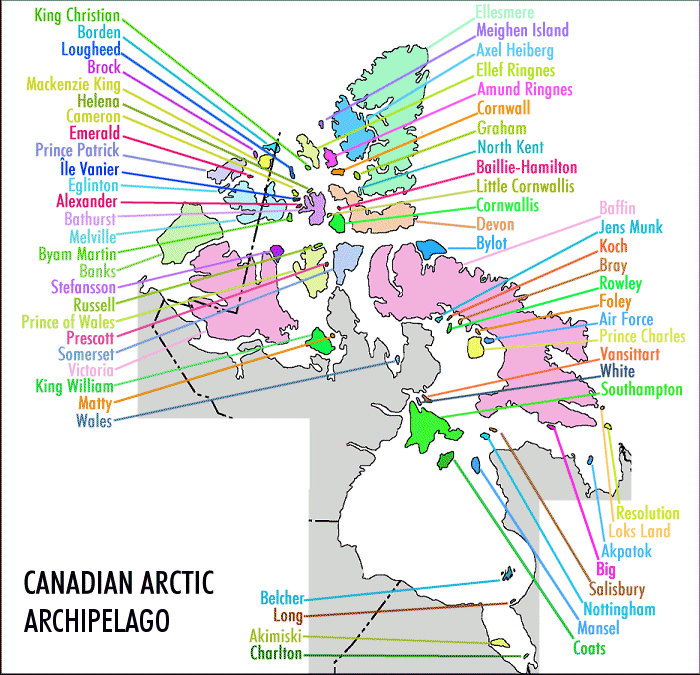
Kanadas arktiska öar.

Kanadas arktiska öar (engelska: Canadian Arctic Archipelago, franska: Archipel arctique canadien) utgör större delen av de kanadensiska territorierna Nunavut och Northwest Territories. De tre största öarna - Ellesmereön, Victoriaön och Baffinön - tillhör de tio största öarna i världen.
De arktiska öarna var tidigare ett eget distrikt i Northwest Territories, Franklindistriktet. Andra öar i arkipelagen är: Banksön, Prince of Walesön, Devonön, Prince Patrickön, Melvilleön, Axel Heibergön (en av Sverdrupöarna), Southamptonön, Somersetön och King Williams land.
I väst gränsar dessa öar till Beauforthavet, i norr till Norra ishavet, i öst till Grönland, Baffinbukten och Davis sund samt i söder till Kanadas fastland, Hudson Bay och Hudsonsundet.
Engelsmännen (från 1707 Storbritannien) gjorde anspråk på öarna efter en expedition på 1570-talet av Martin Frobisher. Kanadas överhöghet över öarna erkändes av Storbritannien först 1880 och 1895 upprättades Franklindistriktet. Kanada gör dessutom anspråk på överhöghet över en sektor som sträcker ända till nordpolen, anspråk som inte har erkänts internationellt. Kanada betraktar också vattnen mellan öarna som sitt innanhav, något som inte erkänns av USA. Detta har skapat konflikter då man försökt upprätthålla miljöbestämmeler. Mellan Kanada och Danmark rådde oenighet kring den obebodda Hans ö utanför Ellesmereöns östkust, tills i juni 2022.

### Fotnoter
1. ↑  ”Canada” (på engelska). World Statesmen. http://www.worldstatesmen.org/Canada.html. Läst 30 juni 2016.